# Markus Kastenholz
Markus Kastenholz (* 28. Mai 1966 in Geisenheim) ist ein deutscher Schriftsteller.

## Leben
Markus Kastenholz wuchs im Rheingau auf und begann bereits in seiner Jugend mit dem Schreiben von phantastischen Geschichten. Er beendete seine Schulausbildung mit dem Abitur und studierte dann an einer Fachhochschule Vergleichende Religionswissenschaften, musste das Studium jedoch nach drei Semestern aus finanziellen Gründen abbrechen. Anschließend absolvierte er eine kaufmännische Ausbildung und war danach im Organisationsmanagement von politischen Parteien tätig.
1998 gab er seinen Beruf auf und übernahm die Pflege seiner hilfebedürftigen Eltern. Zudem widmet er sich seitdem verstärkt seiner schriftstellerischen Tätigkeit. Er schreibt Kurzgeschichten und Romane mit Schwerpunkt im Bereich Phantastik wie Science-Fiction, Fantasy und Horror, aber auch Krimis. Teilweise veröffentlicht Kastenholz unter Pseudonym. Er ist Mitherausgeber von Nocturno, dem „Magazin für dunkle Phantastik“. Die Storysammlung Rotjäckchen und der perverse Wolf wurde 2016 mit dem Vincent Preis ausgezeichnet.
Kastenholz lebt seit 2005 in Bad Krozingen in Baden-Württemberg.

## Werke
- Dämonium. VirPriV Verlag, Fuchstal 2001, ISBN 3-935327-11-0.
- Gegen die Schwadron des Todes (= Murphy, mg-Horrorreihe, Band 1). mg-Verlag, Plaidt 2002, ISBN 3-931164-03-9.
- Todesschatten (= Das Auge des Drachen Tiamat, Nr. 1). mg-Verlag, Plaidt 2002, ISBN 3-931164-51-9.
- Der Mann aus der Providence (= Das Auge des Drachen Tiamat, Nr. 2). mg-Verlag, Plaidt 2003, ISBN 3-931164-52-7.
- Bleichgesicht (= Betzel-Bluebook). Betzel Verlag, Nienburg/Weser 2005, ISBN 3-932069-33-1.
- Asche zu Asche (= Tiamat. Das Auge des Drachen, Band 1). VirPriV Verlag, Fuchstal 2005, ISBN 3-935327-52-8.
- mit Uwe Voehl und Christian Montillon: Sei verflucht, Coco Zamis! (= Coco Zamis, Band 12). Zaubermond-Verlag, Schwelm 2006, DNB 980025435.
- mit Antje Ippensen: Die Stunde null (= Tiamat. Das Auge des Drachen, Band 2). VirPriV Verlag, Fuchstal 2006, ISBN 3-935327-54-4.
- mit Inka Mareila: Gladium-Science-Fiction Serie, Amrûn Verlag, Traunstein, ab 2015
  - Gladium: Gefangen im Xandom-Tower, Amrûn Verlag, Traunstein, 2015, ISBN 978-3-95869-078-3
  - Gladium: Das Netz der Purples, Amrûn Verlag, Traunstein, 2016, ISBN 978-3-95869-176-6
  - Gladium: Neu Jerusalem, Amrûn Verlag, Traunstein, 2016, ISBN 978-3-95869-125-4
- Suizid Blues, Amrûn Verlag, Traunstein, 2016, ISBN 978-3-95869-228-2
- Rotjäckchen und der perverse Wolf: skurrile Geschichten, Eldur Verlag, Aachen, ISBN 978-3-937419-22-0
- Engelweiss-Trilogie
  - Rosenblut, Verlag Torsten Low, 2017, Meitingen/Erlingen, ISBN 978-3-940036-44-5